# Saint-Gence
Saint-Gence (tiếng Occitan: Sent Gençan) là một xã của tỉnh Haute-Vienne, thuộc vùng Nouvelle-Aquitaine, miền trung nước Pháp.

## Dân số
| Năm | 1962 | 1968 | 1975 | 1982  | 1990  | 1999  | 2004  | 2008  |
| --- | ---- | ---- | ---- | ----- | ----- | ----- | ----- | ----- |
| Dân số | 534  | 617  | 704  | 1 071 | 1 311 | 1 489 | 1 831 | 1 929 |
| From the year 1962 on: No double counting—residents of multiple communes (e.g. students and military personnel) are counted only once. |      |      |      |       |       |       |       |       |